# 相沢さん増殖
『相沢さん増殖』（あいざわさんぞうしょく）は、敷誠一による日本の漫画作品。スクウェア・エニックスのウェブコミック配信サイト『ガンガンONLINE』にて、毎月第1週更新で2013年12月5日更新分から2017年2月2日更新分まで連載。

## あらすじ
主人公・水谷総太は、ある日、同級生の相沢思乃に告白される。驚く総太の前に、思乃とうり二つの少女がぞろぞろと現れる。

## 登場人物
相沢 思乃（あいざわ しの）
本作におけるタイトルキャラクター。無口で無表情ながらも、はかなげな雰囲気から隠れファンが多い。
ある日近道をしようとして落とし穴に落ちたことがきっかけで、感情が分身化するという状態に陥る。
水谷 総太（みずたに そうた）
本作の主人公で、思乃の同級生。
背が低くて取り柄がないことを思い悩む平凡な少年。

## 書誌情報
- 敷誠一 『相沢さん増殖』、スクウェア・エニックス〈ガンガンONLINE〉、全5巻
  1. 2014年10月22日発売[1]、ISBN 978-4-7575-4448-2
  2. 2015年4月22日発売[2]、ISBN 978-4-7575-4616-5
  3. 2015年11月21日発売[3]、ISBN 978-4-7575-4800-8
  4. 2016年8月22日発売[4]、ISBN 978-4-7575-5075-9
  5. 2017年4月22日発売[5]、ISBN 978-4-7575-5320-0